# Rímac
Río Rímac – rzeka w zachodnim Peru o długości 160 km. Należy do zlewiska Oceanu Spokojnego. Jej źródła znajdują się w prowincji Huarochirí, w regionie Lima, zaś ujście do Oceanu Spokojnego - w mieście Callao, w pobliżu portu lotniczego im. Jorge Cháveza.
Río Rímac jest najważniejszym źródłem wody pitnej dla Limy i Callao.
Nazwa Rímac pochodzi od słowa rimaq, oznaczającego w języku keczua mówiący. Dlatego Río Rímac jest nazywana w języku hiszpańskim El Río Hablador ("Mówiąca rzeka").